# Orchetypus ceylonicus
Orchetypus ceylonicus är en insektsart som först beskrevs av Karsch 1889.  Orchetypus ceylonicus ingår i släktet Orchetypus och familjen Chorotypidae. Inga underarter finns listade i Catalogue of Life.